# Albert Costa (kierowca wyścigowy)
Albert Costa Balboa (ur. 2 maja 1990 w Barcelonie) – hiszpański kierowca wyścigowy.

## Kariera
Międzynarodową karierę Albert rozpoczął w 2004 roku, od startów kartingu. Po trzech latach startów, postanowił rozpocząć poważną karierę wyścigową, debiutując w Brytyjskiej Formule 3, w klasie narodowej. W zespole Räikkönen Robertson Racing wystąpił w dziewięciu wyścigach, zdobywając ostatecznie 11. pozycję.
W latach 2008–2009 dzielił starty pomiędzy Zachodnioeuropejskim a Europejskim Pucharem Formuły Renault, w zespole Epsilon Euskadi. W obu seriach zwyciężył w drugim podejściu, po zaciętym pojedynku z Francuzem Jeanem-Erikiem Vergne'em i Portugalczykiem Antóniem Félixem da Costą, wygrywając odpowiednio pięć i osiem wyścigów. Rok wcześniej zmagania w nich zakończył na 5. i 8. lokacie.
W sezonie 2010 kontynuował współpracę z hiszpańską ekipą, w World Series by Renault. W ciągu siedemnastu wyścigów trzykrotnie stanął na podium, ostatecznie zajmując w końcowej klasyfikacji 5. miejsce (uzyskał identyczny dorobek punktowy, co Sten Pentus, jednakże Estończyk zwyciężył w dwóch wyścigach).
W drugim roku współpracy Hiszpan pewnie zakończył sezon na 4. pozycji, stając na podium w czterech wyścigach. Najlepiej spisał się podczas kończącego rywalizację niedzielnego startu na Circuit de Catalunya, gdzie sięgnął po hat-ricka. Zdecydowanie zdystansował partnera z zespołu Pentusa, który zmagania zakończył dopiero na 24. lokacie.
Na sezon 2012 Costa przeniósł się do Eurocup Mégane Trophy, gdzie startował w zespole Oregon Team. Dzięki zwycięstwom w siedmiu wyścigach, 10 podium oraz dobrym występom w pozostałych wyścigach Hiszpan zdobył 251 punktów. Ponieważ był to najlepszy wynik wśród wszystkich kierowców, to Costa zdobył tytuł mistrzowski.

## Statystyki
| Sezon | Seria                                | Zespół                     | Wyścigi | Zwycięstwa | PP | NO | Podium | Punkty | Pozycja |
| ----- | ------------------------------------ | -------------------------- | ------- | ---------- | -- | -- | ------ | ------ | ------- |
| 2007  | Brytyjska Formuła 3 (klasa narodowa) | Räikkönen Robertson Racing | 9       | 0          | 0  | 0  | 0      | 33     | 11      |
| 2008  | Europejska Formuła Renault           | Epsilon Euskadi            | 14      | 0          | 0  | 1  | 0      | 35     | 8       |
| 2008  | Formuła Renault WEC                  | Epsilon Euskadi            | 15      | 0          | 1  | 0  | 4      | 85     | 5       |
| 2009  | Europejska Formuła Renault           | Epsilon Euskadi            | 14      | 5          | 6  | 6  | 10     | 138    | 1       |
| 2009  | Formuła Renault WEC                  | Epsilon Euskadi            | 14      | 8          | 8  | 10 | 9      | 172    | 1       |
| 2010  | Formuła Renault 3.5                  | Epsilon Euskadi            | 18      | 0          | 0  | 0  | 3      | 78     | 5       |
| 2011  | Formuła Renault 3.5                  | Epsilon Euskadi            | 17      | 1          | 1  | 1  | 4      | 151    | 4       |
| 2012  | Eurocup Mégane Trophy                | Oregon Team                | 14      | 7          | 8  | 6  | 10     | 251    | 1       |

## Wyniki w Formule Renault 3.5
| Legenda oznaczeń w tabelach wyników Wyświetl szablon na nowej stronie | Legenda oznaczeń w tabelach wyników Wyświetl szablon na nowej stronie                                                                     |
| Oznaczenie                                                            | Wyjaśnienie |
| --------------------------------------------------------------------- | --- |
| Złoty                                                                 | Zwycięzca lub mistrzostwo |
| Srebrny                                                               | 2. miejsce lub wicemistrzostwo |
| Brązowy                                                               | 3. miejsce lub II wicemistrzostwo |
| Zielony                                                               | Ukończył, punktował (w klasyfikacji generalnej, gdy zdobył co najmniej jeden punkt na przestrzeni sezonu, poza trzema powyższymi opcjami) |
| Niebieski                                                             | Ukończył, nie punktował (w klasyfikacji generalnej, gdy nie zdobył co najmniej jednego punktu na przestrzeni sezonu)                      |
| Czerwony                                                              | Nie zakwalifikował się (NZ) |
| Czerwony                                                              | Nie prekwalifikował się (NPK) |
| Różowy                                                                | Nie ukończył (NU) |
| Różowy                                                                | Niesklasyfikowany (NS) (w klasyfikacji generalnej, gdy nie został sklasyfikowany w żadnym wyścigu sezonu)                                 |
| Czarny                                                                | Zdyskwalifikowany (DK) |
| Czarny                                                                | Wykluczony (WYK/EX) |
| Biały                                                                 | Nie wystartował (NW) |
| Biały                                                                 | Kontuzjowany (K/INJ) |
| Biały                                                                 | Wyścig odwołany (OD/C) |
| Bez koloru                                                            | Został wycofany (WYC/WD) |
| Bez koloru                                                            | Nie przybył (NP/DNA) |
| Bez koloru                                                            | Nie brał udziału w treningach (NT/DNP) |
| Bez koloru                                                            | Nie został zgłoszony (–) |
| Pogrubienie                                                           | Start z pole position |
| Kursywa                                                               | Najszybsze okrążenie wyścigu |
| †                                                                     | Nie ukończył, ale jego rezultat został zaliczony ze względu na przejechanie więcej niż 90% dystansu wyścigu.                              |
| *                                                                     | Sezon w trakcie |
| 1/2/3                                                                 | Punktowana pozycja w sprincie kwalifikacyjnym                                                                                             |
| Lista systemów punktacji Formuły 1                                    | |

| Rok  | Zespół          | Wyniki w poszczególnych eliminacjach | Wyniki w poszczególnych eliminacjach | Wyniki w poszczególnych eliminacjach | Wyniki w poszczególnych eliminacjach | Wyniki w poszczególnych eliminacjach | Wyniki w poszczególnych eliminacjach | Wyniki w poszczególnych eliminacjach | Wyniki w poszczególnych eliminacjach | Wyniki w poszczególnych eliminacjach | Wyniki w poszczególnych eliminacjach | Wyniki w poszczególnych eliminacjach | Wyniki w poszczególnych eliminacjach | Wyniki w poszczególnych eliminacjach | Wyniki w poszczególnych eliminacjach | Wyniki w poszczególnych eliminacjach | Wyniki w poszczególnych eliminacjach | Wyniki w poszczególnych eliminacjach | Punkty | Pozycja |
| ---- | --------------- | ------------------------------------ | ------------------------------------ | ------------------------------------ | ------------------------------------ | ------------------------------------ | ------------------------------------ | ------------------------------------ | ------------------------------------ | ------------------------------------ | ------------------------------------ | ------------------------------------ | ------------------------------------ | ------------------------------------ | ------------------------------------ | ------------------------------------ | ------------------------------------ | ------------------------------------ | ------ | ------- |
| 2010 | Epsilon Euskadi | ARA                                  | ARA                                  | BEL                                  | BEL                                  | MON                                  | CZE                                  | CZE                                  | FRA                                  | FRA                                  | HUN                                  | HUN                                  | DEU                                  | DEU                                  | GBR                                  | GBR                                  | CAT                                  | CAT                                  | 78     | 5       |
| 2010 | Epsilon Euskadi | NU                                   | 4                                    | 4                                    | 19                                   | 3                                    | 18                                   | 10                                   | 8                                    | 5                                    | 6                                    | 2                                    | 8                                    | 17                                   | 2                                    | 8                                    | 5                                    | 10                                   | 78     | 5       |
| 2011 | EPIC Racing     | ARA                                  | ARA                                  | BEL                                  | BEL                                  | ITA                                  | ITA                                  | MON                                  | DEU                                  | DEU                                  | HUN                                  | HUN                                  | GBR                                  | GBR                                  | FRA                                  | FRA                                  | CAT                                  | CAT                                  | 151    | 4       |
| 2011 | EPIC Racing     | 4                                    | 3                                    | 3                                    | 5                                    | 18                                   | 5                                    | 9                                    | 5                                    | 6                                    | NU                                   | 2                                    | 5                                    | 5                                    | DK                                   | 7                                    | NU                                   | 1                                    | 151    | 4       |